# Lomaria semicylindrica
Lomaria semicylindrica là một loài dương xỉ trong họ Blechnaceae. Loài này được T.E.Bowdich mô tả khoa học đầu tiên năm 1825.
Danh pháp khoa học của loài này chưa được làm sáng tỏ. 